# Margaret Chung
Margaret Jessie Chung (en xinès: 張 瑪 珠, Santa Bàrbara (Califòrnia), 2 d'octubre de 1889 - San Francisco, 5 de gener de 1959) va ser la primera dona metge americana d'origen xinès que es conegui. Després de graduar-se a la Facultat de Medicina de la Universitat del Sud de Califòrnia el 1916 i completar la seva residència a Illinois, va establir una de les primeres clíniques de medicina occidental al barri xinès de San Francisco a la dècada de 1920.

## Primers anys
Chung va néixer a Santa Bàrbara, va ser la major d'onze fills. El seu pare era el capatàs del Ranxo Guadalasca al comtat de Ventura, però la família es va traslladar a Los Angeles el 1902. Els pares de Chung van emmalaltir, i ella mantenia a la família i va ajudar a criar els seus germans menors des que va tenir a deu anys.
El 1906, Chung va ser esmentada en el diari Los Angeles Herald per un poema que va escriure, titulat "Donació Missionera", i lliurat en el divuitè aniversari de la missió xinesa Congregacional de Los Angeles. Ella escriuria i lliuraria un document titulat "Les comparacions dels vestits xinesos i nord-americans" en el primer aniversari de la missió de la Congregació a Pasadena el 1907. Aquella tardor, Chung s'havia graduat en el vuitè grau a la Seventh Street School. Es va inscriure en l'escola preparatòria a la USC, sent aclamada com una "estrella de lluentor especial" a la classe de gimnàstica de les dones. El 1910, Chung va guanyar el segon lloc en un concurs d'oratòria.
| « | Les dones de totes les nacions, tots els països, haurien d'aprendre medicina, per poder així ensenyar a les dones dels seus països i les seves races com tenir cura de si mateixes i els seus fills per tal de millorar la propera generació. - Perfil de Margaret Chung, Los Angeles Herald, 1914 | » |

Chung va guanyar una beca de Los Angeles Times per estudiar a la USC amb la venda de subscripcions del diari i en el seu pas per la universitat va treballar com a cambrera, venedora d'instruments quirúrgics, i va guanyar premis en efectiu en diversos concursos d'oratòria. Es va inscriure a la Facultat de Medicina el 1911, d'acord amb una ressenya de 1914 en el seu perfil s'assenyalava que es creia que era "la primera nena xinesa per entrar en una escola de medicina en aquest estat."

## Carrera professional
Després de graduar-se amb el títol de metge el 1916, se li va negar inicialment una posició com a missionera metge a la Xina o una oferta de pràctiques i es va conformar amb el treball com a infermera quirúrgica a Los Angeles, a l'Hospital de Santa Fe. Després de diversos mesos, se'n va anar a Chicago, d'internista a l'Hospital Mary Thompson per dones i nens, abans d'acabar la seva residència al proper Hospital d'Estat Kankakee. Chung serviria com a assistent d'infermeria en psiquiatria per al primer Institut Psicopàtic de Menors de l'Estat d'Illinois al Cook County Hospital el 1917; més tard va ser nomenada criminòloga a l'estat d'Illinois. Després de dos anys a Illinois, Chung va deixar el Comtat de Cook al novembre de 1918 i va tornar a Los Angeles. Després de la mort del seu pare, acceptant un lloc com cirurgiana al Santa Fe Railroad Hospital, en el qual es tractarien algunes celebritats incloent l'eliminació de les amígdales de Mary Pickford.
Chung es va traslladar al barri xinès de San Francisco el 1922, on va tractar a la població nord-americana d'origen xinès local, així com celebritats com Sophie Tucker, Helen Hayes, i Tallulah Bankhead. Durant aquest temps també va tractar a set pilots de la Reserva de la Marina; part de les seves cures era fels-hi menjars, i com a resposta aviat van començar a anomenarse "Mom Chung's Fair-Haired Bastard Sons" (Fills rossos bastards de la mare Chung). Una història alternativa és que vuit pilots van arribar a ella el 1932, oferint el seu serveis voluntaris per a la Xina contra Japó, però després que ella els rebutgés, es va posar a alimentar-los perquè "Semblaven morts de fam" i "van menjar tot el que els va donar, excepte els ous", quan van ser destituïts, l'únic proveïdor que els prestaria menjar pilots va ser un pagès d'ou. Abans de l'entrada dels Estats Units en la Segona Guerra Mundial, Chung donaria als seus pilots "fills adoptius" (més de 800) un Buda de jade amb una cadena d'or per que el portessin al voltant dels colls, que es convertiria en un símbol pel qual els pilots es reconeixen entre si a tot el món. Els oficials navals no aeronàutics "adoptats" per Chung van ser anomenats "Els dofins d'or."
Quan Japó va envair la Xina el 1937, Chung es va oferir com una cirurgiana de primera línia, però va ser assignada en secret en lloc de contractar pilots per al Primer Grup de Voluntaris Americans, més conegut com els "Tigres Voladors". durant la guerra, Chung serviria a 175 persones el dia d'Acció de Gràcies i va embolicar i enviar 4.000 regals per Nadal. Els seus convidats incloïen oficials d'alt rang, senadors i congressistes dels Estats Units; recolzant-se en aquestes connexions, que va ajudar a establir el WAVES (Women Accepted for Volunteer Emergency Service). Tot i que no se li va permetre unir-se a elles, ja que el govern sospitava que era homosexual. Mare Chung va adoptar l'esquadró sencer VF-2, sobrenomenat "The Rippers" per al seu logotip, que mostrarva un drac xinès esquinçant una bandera.
El 1947, el 90% dels pacients mèdics de Chung eren blancs. Es va retirar de la pràctica mèdica deu anys després del final de la Segona Guerra Mundial, i els seus "fills adoptats" van comprar una casa per ella a Marin County.

## Mort
Chung va morir de càncer el gener de 1959 a l'Hospital Franklin de San Francisco.

## Relacions personals
Pionera en l'àmbit professional i polític, Chung va liderar una vida personal poc convencional. Com l'única dona en la seva classe, va adoptar el vestuari masculí i s'anomenava a si mateixa "Mike", però després d'haver-se establert professionalment es va tornar a vestir de forma convencional i a fer servir el seu nom femení.
Sobre la base de la correspondència personal, tenia relacions aparentment estretes i intenses amb almenys dues dones, l'escriptora Elsa Gidlow i la presentadora Sophie Tucker, que alguns escriptors han especulat eren amoroses. Mai es va casar.

## Llegat
Chung va servir d'inspiració per al personatge de la doctora Mary Ling en la pel·lícula King of Chinatown de 1939, retratada per Anna May Wong.
Almenys tres Fortaleses Voladonts van ser nomenades "Mama Chung" en el seu honor pels seus fills adoptats durant la Segona Guerra Mundial.
Chung es va commemorar amb una placa al projecte Legacy Walk l'11 d'octubre de 2012, una mostra pública a l'aire lliure que celebra la història i les persones LGBT.
La tuneladora per al metro de San Francisco va ser nomenada "Mom Chung" el 7 de març de 2013.